# 长潭河乡
水银乡，是中华人民共和国湖南省湘西土家族苗族自治州保靖县下辖的一个乡镇级行政单位。

## 行政区划
水银乡下辖以下地区：
水银村、官庄村、马湖村、花桥村、车湖村和哪东村。